# Staatliches Berufliches Schulzentrum Waldkirchen
Das Staatliche Berufliche Schulzentrum (BSZ) in Waldkirchen im Landkreis Freyung-Grafenau in Bayern setzt sich aus sechs beruflichen Schulen zusammen, das mit annähernd 1500 Schülern zu den größten Schulen der Region zählt. Überregionale Bedeutung kommt dem Schulzentrum zu, da sie als einzige Berufsschule in Bayern alle drei Ausbildungsberufe im Bereich „Gebäudehülle“ vereint und alle angehenden bayerischen Dachdecker am Schulzentrum in Waldkirchen unterrichtet werden. Neben dem Hauptstandort in Waldkirchen gehört zur Schule auch eine Außenstelle in Grafenau.

## Geschichte
Die Ursprünge der Schule gehen auf das Jahr 1948 zurück, in welchem der damalige Landkreis Wolfstein den Beschluss fasste, eine Kreisberufsschule mit Sitz in Waldkirchen zu errichten. Im Folgejahr wurde der Schulbetrieb zunächst unter sehr provisorischen Bedingungen (unter anderem in einem aufgelassenen Pferdestall in Freyung) aufgenommen. Die Kreisberufsschule bestand am Anfang aus den Bereichen Schreiner, Metall und Schneider. In den Jahren zwischen 1950 und 1964 ist die Schule mehrfach umgezogen. Zu Beginn des Schuljahres 1964 konnte der Unterricht in der neuerbauten Berufsschule in Schlag im Grafenauer Land angetreten werden. 1970 wurde dann die Berufsfachschule für Landwirtschaft, Hauswirtschaft und Kinderpflege gegründet. Durch die Landkreisreform 1972 wurde die Schule in Schlag an die Kreisberufsschule Freyung-Grafenau angegliedert. Das Jahr 1974 markiert einen wichtigen Meilenstein in der Entwicklung der Schule. Durch den Zuschlag für das Ausbildungszentrum für das Bayerische Dachdeckerhandwerk werden seitdem alle Dachdeckerlehrlinge aus Bayern in Waldkirchen unterrichtet, was das Schulzentrum über regionale Grenzen hinweg bekannt macht. Zwei Jahre später wurde zur Unterbringung der Auszubildenden ein Dachdeckerwohnheim errichtet. Ende der 1970er Jahre konnte ein Höchststand von über 2700 Schülern erreicht werden. 2002 wurde das Berufsschulzentrum durch die Einrichtung einer Fachoberschule und später einer Berufsoberschule erweitert und aufgewertet. 2010 wurde die Berufsfachschule für Hotel- und Tourismusmanagement an der Außenstelle in Grafenau gegründet. Im September 2022 nahm die Staatliche Fachakademie für Sozialpädagogik in Grafenau ihren Betrieb auf.

## Schulleiter
- 1949–1966: Karl Maschwitz
- 1966–1990: Karl Hobelsberger
- 1990–1995: Herbert Kyek
- 1995–1999: Georg Renner
- 2000–2006: Hans-Jürgen Stobinski
- 2006–2020: Uwe Burghardt
- seit 2020: Elvira Wudy-Engleder

## Bereiche
Das Staatliche Berufliche Schulzentrum Waldkirchen setzt sich aus sechs beruflichen Schulen zusammen: der Berufsschule, der Berufsfachschule für Kinderpflege, der Berufsfachschule für Hotel- und Tourismusmanagement, der  sowie der Fach- und Berufsoberschule.

### Berufsschule
Die Berufsschule teilt sich in fünf Bereiche auf: Bau und Holztechnik (Zimmerer, Tischler (Schreiner), Holzmechaniker), Metalltechnik (Klempner (Spengler), Grundstufe Metall), Dachdecker, Wirtschaft und Verwaltung (Kaufmännische Berufe Büro, Einzelhandel) und Gastronomie. Im Bereich „Gebäudehülle“ werden als einzige Berufsschule in Bayern alle drei Ausbildungsberufe (Dachdecker, Zimmerer und Klempner (Spengler)) abgedeckt. Den angehenden Dachdeckern steht zur Unterbringung ein Schülerwohnheim direkt an der Schule zur Verfügung.

### Berufsfachschule für Kinderpflege (Standort Grafenau)
In zwei Jahren kann hier die Ausbildung als staatlich geprüfte/r Kinderpfleger/in abgeschlossen werden.

### Berufsfachschule für Hotel- und Tourismusmanagement (Standort Grafenau)
Hierbei handelt es sich hauptsächlich um eine betriebswirtschaftliche Ausbildung. Darüber hinaus werden auch die Grundfertigkeiten der Gastronomie und Hotellerie erlernt und neben den Pflichtfächern Englisch und Spanisch bzw. Französisch auch Tschechisch und Italienisch als weitere moderne Fremdsprachen angeboten.

### Fachakademie für Sozialpädagogik (Standort Grafenau)
In drei Jahren kann hier die Ausbildung als staatlich anerkannte/r Erzieher/in abgeschlossen werden.

### Fach- und Berufsoberschule
Über die Fach- bzw. Berufsoberschule können die Fachhochschulreife, die fachgebundene Hochschulreife bzw. die allgemeine Hochschulreife erworben werden. An der Fachoberschule werden die drei Ausbildungsrichtungen Technik, Wirtschaft und Verwaltung oder Sozialwesen angeboten, an der Berufsoberschule Wirtschaft und Verwaltung oder Technik.

## Auszeichnungen
- 2012: Bürgerkulturpreis des Bayerischen Landtags[13]
- 2011: Europa-Urkunde der bayerischen Europaministerin[14]
- 2011: Generaldirektion Bildung und Kultur – Programm für lebenslanges Lernen – Leonardo da Vinci – Good Practice | Mobilitätsprojekt 2011[14]